# Andes
För andra betydelser, se Andes (olika betydelser).
Andes är ett släkte av insekter. Andes ingår i familjen kilstritar.

## Dottertaxa tillAndes, i alfabetisk ordning[1]
- Andes aeneus
- Andes aeolus
- Andes africanus
- Andes akaensis
- Andes angulatus
- Andes aulonias
- Andes bakeri
- Andes bicolor
- Andes bilineatus
- Andes bistriatus
- Andes bokumensis
- Andes brunneus
- Andes brunniceps
- Andes buruensis
- Andes cloelia
- Andes concinnus
- Andes cucullatus
- Andes decempunctatus
- Andes decoloratus
- Andes distinctus
- Andes dossenus
- Andes dryas
- Andes dubiosus
- Andes echidna
- Andes elongatus
- Andes fennahi
- Andes fictus
- Andes formosanus
- Andes furcatus
- Andes fuscipennis
- Andes fuscus
- Andes garambaensis
- Andes geometrinus
- Andes guttatifrons
- Andes guttatus
- Andes hamatilis
- Andes hemina
- Andes humeralis
- Andes hypanis
- Andes ikelus
- Andes ikomai
- Andes inaequalis
- Andes indistinctus
- Andes inornatus
- Andes insolitus
- Andes kupei
- Andes lachesis
- Andes lallemandi
- Andes lamondensis
- Andes lamononi
- Andes largipennis
- Andes lootensi
- Andes luzonensis
- Andes maculatus
- Andes maculifrons
- Andes madangensis
- Andes marginatus
- Andes marmoratiformis
- Andes marmoratus
- Andes mbami
- Andes meander
- Andes melanobasis
- Andes migratorius
- Andes mindanaensis
- Andes mitellatus
- Andes moaensis
- Andes monstruosus
- Andes montis
- Andes muiri
- Andes nexus
- Andes noctua
- Andes notatus
- Andes nubilus
- Andes nzombeensis
- Andes ocellatus
- Andes oldi
- Andes ornatus
- Andes othrepte
- Andes paludicolis
- Andes parvus
- Andes pasithea
- Andes plagosa
- Andes pseudobrunneus
- Andes pulchellus
- Andes pulchra
- Andes punctatus
- Andes quadrilaminatus
- Andes saegeri
- Andes sakinae
- Andes schoutedeni
- Andes serratus
- Andes serrulatus
- Andes siberutensis
- Andes signatus
- Andes similis
- Andes simplex
- Andes spinosus
- Andes stramineus
- Andes taiensis
- Andes tener
- Andes tigrinus
- Andes tridenta
- Andes trispinosus
- Andes truncatus
- Andes turrondi
- Andes uncinatus
- Andes undulata
- Andes unifasciatus
- Andes usitatus
- Andes variolosa
- Andes vicinus
- Andes villiersi
- Andes vitiensis